# 1. FC Magdeburg
Az 1. FC Magdeburg egy német labdarúgócsapat, melyet 1965. december 21-én alapítottak Magdeburg városában. A csapat a 60-as, 70-es években élte fénykorát, ekkor a keletnémet labdarúgás meghatározó együttesének számított. Háromszor végeztek a keletnémet bajnokság élén, illetve hét alkalommal nyerték meg a keletnémet kupát. 1974-ben a Milan legyőzésével elhódították a KEK trófeát.

A német újraegyesítést követően azonban nem sikerült az élvonalban maradniuk, az évek során a harmadik, negyedik osztályig csúsztak vissza. Jelenleg a másodosztályban szerepelnek.

## Sikerek

### Német Demokratikus Köztársaság (1949-1990)
- Keletnémet bajnokság (I.): 3-szoros bajnok (1971-72, 1973-74, 1974-75)
- Keletnémet kupa: 7-szeres győztes (1964, 1965, 1969, 1973, 1978, 1979, 1983)
- Keletnémet másodosztály (II.): 1-szeres bajnok (1966-67)

### Németország (1990-)
- 3. Liga (III.)  2-szeres bajnok (2017-18, 2021-22)
- NOFV-Oberliga Süd (IV.): 3-szoros bajnok (1996-97, 2000-01, 2005-06)
- Regionalliga Nordost (IV.): 1-szeres bajnok (2014-15)

### Nemzetközi
- Kupagyőztesek Európa-kupája: 1-szeres győztes (1973-74)

## Stadion
Több mint 40 éve 1. FC Magdeburg otthoni stadionja az Ernst-Grube-Stadion volt. 2005-ben a német újraegyesítést követően gyorsan romlott állapotú stadiont lebontották, hogy új, csak futballra használt stadiont épitsenek. 2006 decemberében megnyílt az új Stadion Magdeburg, teljesen fedett lelátóval és 27.250 néző befogadására alkalmas. Mint Németországban szokásos, 4500 ember számára álló hely áll rendelkezésre, amelyek ülőhelyekké alakíthatóak, hogy a stadion 25.000 férőhelyes legyen a nemzetközi meccsekre.  2009 júliusában az MDCC helyi internetszolgáltatója és kábeltelevíziós társasága bejelentette, hogy ötéves  szponzori szerződést ír alá a stadion üzemeltetőjével, amely alatt a stadion MDCC-Arena néven várja a szurkolókat.

## Szurkolók
Az 1. FC Magdeburg hagyományosan sok támogatóval rendelkezik. Egy átlagos mérkőzésen a klub több száz szurkolót vonz, de fontos meccsek vagy derbik esetében ez a szám több ezerre nőhet. A 2007-2008-as szezonban 5000 rajongó kísérte a klubot az Eintracht Braunschweig elleni mérkőzésre. Hasonlóan a VfL Wolfsburg II elleni mérkőzésre is több ezren mentek.  Bár 1983-ban mintegy 25 000 rajongó utazott Berlinbe, hogy a Stadion der Weltjugendben az FC Karl-Marx-Stadt ellen az FDGB-Pokal döntőjét lássa, a Berliner Zeitung csak 8 000 magdeburgi rajongót irt.
Az új stadion megnyitása után a szurkolók egyszerre két különböző szektorban találhatók, de a 3.-5. Szektorban elsősorban a kapu mögött találják őket. U blokként hivatkoznak rájuk, utalva arra, hogy a különböző szektorokat az új stadionban számok helyett betűkkel jelölik. Az U blokk egyesíti a különböző ultracsoportokat. Jelenleg 49 rajongói klub regisztrált  Magdeburgban.

## Jelenlegi keret
2023. január 25. szerint
| #  |     | Poszt | Név                   |
| -- | --- | ----- | --------------------- |
| 1  | GER | K     | Dominik Reimann       |
| 2  | ITA | V     | Cristiano Piccini     |
| 3  | NED | CS    | Luc Castaignos        |
| 4  | LUX | V     | Eldin Dzogovic        |
| 5  | GER | V     | Jamie Lawrence        |
| 6  | GER | KP    | Daniel Elfadli        |
| 7  | GER | V     | Herbert Bockhorn      |
| 8  | GER | KP    | Moritz-Broni Kwarteng |
| 9  | GER | CS    | Kai Brünker           |
| 10 | GER | KP    | Jason Çeka            |
| 11 | MOR | CS    | Mohammed El Hankouri  |
| 12 | CAN | V     | Belal Halbouni        |
| 13 | GER | KP    | Connor Krempicki      |
| 14 | GER | CS    | Maximilian Franzke    |
| 15 | GER | V     | Daniel Heber          |
| 16 | GER | KP    | Andreas Müller        |
| 17 | BRA | KP    | Léonardo Scienza      |

| #  |     | Poszt | Név                |
| -- | --- | ----- | ------------------ |
| 18 | GER | CS    | Florian Kath       |
| 19 | GER | V     | Leon Bell Bell     |
| 20 | GER | KP    | Julian Rieckmann   |
| 21 | GER | V     | Tim Stappmann      |
| 22 | GER | V     | Tim Sechelmann     |
| 23 | TUR | KP    | Baris Atik         |
| 24 | GER | V     | Alexander Bittroff |
| 25 | CIV | V     | Silas Gnaka        |
| 26 | GER | CS    | Luca Schuler       |
| 27 | GER | V     | Malcolm Cacutalua  |
| 28 | GER | K     | Tim Boss           |
| 29 | GER | V     | Amara Conde        |
| 30 | GER | K     | Noah Kruth         |
| 31 | GER | V     | Maximilian Ullmann |
| 33 | GER | V     | Leon Schmökel      |
| 37 | JPN | CS    | Tatsuya Ito        |
| 39 | GER | K     | Tom Schlitter      |

### Kölcsönben
| # |     | Poszt | Név                                                                           |
| - | --- | ----- | ----------------------------------------------------------------------------- |
|   | GER | CS    | Marius Bülter (a Union Berlin csapatánál)                                     |
|   | GER | V     | Pascal Schmedemann (a VfB Germania Halberstadt csapatánál 2020. június 30-ig) |
|   | GER | CS    | Marvin Temp (a VfB Germania Halberstadt csapatánál 2020. június 30-ig)        |